# پلیکوسور
پلیکوسور (نام علمی: Pelycosaur) در گذشته به عنوان یک راسته از سیناپسیدها طبقه‌بندی می‌شد اما در حال حاضر یک گروه نافراگیر محسوب می‌شود و از اصطلاح پلیکوسور تنها برای اشاره به سیناپسیدهای اولیه و غیر تراپسید استفاده می‌شود. پلیکوسورها خون‌سرد بودند و ظاهری خزنده‌مانند داشتند آن‌ها همچنین بزرگ‌ترین جانوران خشکی در اواخر دوره کربنیفر تا اوایل دوره پرمین محسوب می‌شدند و برخی از آن‌ها می‌توانستند بیش از ۳ متر رشد کنند. بیشتر سنگواره‌های این جانوران تا کنون از آمریکای شمالی و اروپا به دست آمده اما سنگواره‌هایی از آن‌ها در روسیه و آفریقای جنوبی نیز کشف‌شده است.